# Тватпюрть
Тватпю́рть (чув. Тăватпӳрт) — деревня в Большешатьминском сельском поселении Красноармейского района Чувашской Республики.

## География
Расстояние до Чебоксар 48 км, до районного центра — села Красноармейское — 11 км, до железнодорожной станции 28 км. Деревня расположена в левобережье реки Большая Шатьма.

### Административно-территориальная принадлежность
В составе Убеевской волости Ядринского уезда (до 1 июля 1922 года), Убеевской волости Цивильского уезда (до 1 октября 1927 года). С 1 октября 1927 года — в Цивильском, с 1 марта 1935 года — в Траковском, с 16 августа 1940 года — в Красноармейском районе, с 20 декабря 1962 года — вновь Цивильском районе, с 3 ноября 1965 года — вновь в составе Красноармейского района:247. 

Сельские советы: с 1 октября 1927 года — Яманакский, с 3 апреля 1951 года — Типсирминский, с 14 июня 1954 года — Яманакский, с 11 января 1960 года — Большешатьминский:247.

## История
Деревня появилась в XIX веке как околоток деревни Байгулова (ныне не существует).
Жители до 1866 года — государственные крестьяне; занимались земледелием, животноводством. В 1930 году образован колхоз «Красное Сормово». По состоянию на 1 мая 1981 года населённые пункты Большешатьминского сельского совета (в том числе деревня Тватпюрть) — в составе совхоза «Мичуринец»:91.

### Религия
По состоянию на конец XIX — начало XX века жители Тватта-Пюрти, околотка Байгулова, были прихожанами Введенской церкви села Малая Шатьма (Исаково) (каменная, построена в 1890 году вместо прежней деревянной, двухпрестольная, главный престол — в честь введения во храм Пресвятой Богородицы; закрыта в 1935 году, не сохранилась).

## Название
Деревня, по Н.И. Золотницкому (Корневой чувашско-русский словарь, 1875), возникла после переселения из д. Яманаки четырех ее жителей (домашний архив И.А. Патмара). Чув. тăват/тăватă «четыре»; пӳрт «дом, изба, строение».— Географические названия Чувашской Республики.
Прежние названия: Дватти-Пюрть (1859), Дватта-Пюрть (1897, 1907, 1917):247, Тватта-Пюрти (1904).

## Население
| 2010 | 2012 |
| ---- | ---- |
| 39   | ↗45  |

В 1859 году в околотке Дватти-Пюрть деревни Байгулова (Яманаки) при речке Большой Шатьме насчитывалось 12 дворов, 43 мужчины, 38 женщин, казённых крестьян.
Согласно переписи населения 1897 года в деревне Дватта-Пюрть Байгуловского общества Убеевской волости Ядринского уезда проживали 118 человек, чуваши.
В 1907 году население деревни Дватта-Пюрть Убеевской волости Ядринского уезда составляло 132 человека, чуваши.
По данным Всероссийской переписи населения 2002 года в деревне проживал 51 человек, чуваши.

## Памятники и памятные места
Обелиск в честь погибших в Великой Отечественной войне 1941—1945 гг. (ул. Николаева).